# پیتر تامپسون
پیتر تامپسون (انگلیسی: Peter Thompson؛ زادهٔ ۲۷ نوامبر ۱۹۴۲) بازیکن فوتبال اهل انگلستان بود که سابقهٔ بازی در تیم ملی فوتبال انگلستان را در کارنامهٔ خود دارد. وی در تاریخ ۱۷ مه ۱۹۶۴ نخستین بازی ملی خود را در مقابل تیم ملی فوتبال پرتغال انجام داد و با حضور در ۱۶ بازی ملی، در تاریخ ۲۵ آوریل ۱۹۷۰ واپسین بازی ملی‌اش را در برابر تیم ملی فوتبال اسکاتلند برگزار کرد.